# Lupo de Lupis

Titolo della serie

Lupo de' Lupis (Loopy de Loop) è una serie a cartoni animati prodotta dagli studi Hanna-Barbera tra il 1959 e il 1965. Fu la sola serie di cortometraggi prodotta da Hanna e Barbera dopo aver lasciato la MGM e aver fondato i propri omonimi studi di produzione. La serie venne distribuita dalla Columbia Pictures, tra il 1959 e il 1965.

## Trama
Lupo de' Lupis è un lupo che, a differenza dei suoi simili, è animato da buoni sentimenti, tanto da essere anche vegetariano; tuttavia essendo sempre gentile e disponibile, le sue imprese di solito lo portano ad essere picchiato o cacciato fuori città dalle stesse persone che aveva aiutato, tutto per nessun altro motivo che il pregiudizio di essere un lupo. In ogni caso non perde mai la speranza e si considera "gentile, premuroso e affascinante".
Nella versione originale statunitense doppiato da Daws Butler si esprime  con un romantico accento francese del Quebec (accento mantenuto nel doppiaggio italiano).

## Filmografia
| Nº | Titolo italiano                         | Titolo originale             | Prima TV USA      |
| -- | --------------------------------------- | ---------------------------- | ----------------- |
| 01 | L'insidiatore insidiato                 | Wolf Hounded                 | 5 novembre 1959   |
| 02 | La piccola pastorella                   | Little Bo Bopped             | 3 dicembre 1959   |
| 03 | Storie di lupi                          | Tale of a Wolf               | 3 marzo 1960      |
| 04 | Vivere con Lupo de' Lupis               | Life with Loopy              | 7 aprile 1960     |
| 05 | Sempre nei guai                         | Creepy Time Pal              | 19 maggio 1960    |
| 06 | Un lupo per bebe                        | Snoopy Loopy                 | 16 giugno 1960    |
| 07 | Un lupo travestito da pecorella         | The Do-Good Wolf             | 14 luglio 1960    |
| 08 | Un bimbo allo zoo                       | Here Kiddie, Kiddie          | 1º settembre 1960 |
| 09 | La bacchetta magica                     | No Biz Like Shoe Biz         | 8 settembre 1960  |
| 10 | Un lupo spaziale                        | Count Down Clown             | 5 gennaio 1961    |
| 11 | Il ballo in maschera                    | Happy Go Loopy               | 2 marzo 1961      |
| 12 | Una doppia personalità                  | Two Faced Wolf               | 6 aprile 1961     |
| 13 | La piccola orfana                       | This Is My Ducky Day         | 4 maggio 1961     |
| 14 | Una povera mamma indifesa               | Fee Fie Foes                 | 9 giugno 1961     |
| 15 | Un ferocissimo topino                   | Zoo is company               | 6 luglio 1961     |
| 16 | Lo spigoloso                            | Child Sock-Cology            | 10 agosto 1961    |
| 17 | Un topo in pericolo                     | Catch Meow                   | 14 settembre 1961 |
| 18 | Kooky Loopy                             | Kooky Loopy                  | 16 novembre 1961  |
| 19 | Lupo de' Lupis e il coniglio            | Loopy's Hare Do              | 14 dicembre 1961  |
| 20 | Zio Lupo de' Lupis                      | Bungle Uncle                 | 18 gennaio 1962   |
| 21 | Lupo de' Lupis e il nipote affamato     | Beef For and After           | 1º marzo 1962     |
| 22 | Lupo de' Lupis e i quattro moschettieri | Swash Buckled                | 5 aprile 1962     |
| 23 | Lupo de' Lupis e la puzzola             | Common Scents                | 10 maggio 1962    |
| 24 | L'incontro con gli orsi                 | Bearly Able                  | 28 giugno 1962    |
| 25 | L'esame scarpetta                       | Slippery Slippers            | 7 settembre 1962  |
| 26 | Un pulcino per amico                    | Chicken Fraca-See            | 11 ottobre 1962   |
| 27 | Amaro riscatto                          | Rancid Ransom                | 15 novembre 1962  |
| 28 | Cugini a volontà                        | Bunnies Abundant             | 13 dicembre 1962  |
| 29 | Cuore di lupo                           | Just a Wolf at Heart         | 14 febbraio 1963  |
| 30 | Una bella lezione                       | Chicken Hearted Wolf         | 14 marzo 1963     |
| 31 | Dormire, dolce dormire                  | Whatcha Watchin'             | 18 aprile 1963    |
| 32 | Una strana compagnia                    | A Fallible Fable             | 16 maggio 1963    |
| 33 | Ladri di pecore pentiti                 | Sheep Stealers Annoymous     | 13 giugno 1963    |
| 34 | I lupi che mascalzoni                   | Wolf in Sheep Dog's Clothing | 11 luglio 1963    |
| 35 | Lupo de' Lupis e Robin Hood             | Not In Nottingham            | 5 settembre 1963  |
| 36 | Un tacchino nei guai                    | Drum-Sticked                 | 3 ottobre 1963    |
| 37 | Incontro con gli orsi                   | Bear Up!                     | 7 novembre 1963   |
| 38 | Chi grida al lupo?                      | Crook Who Cried Wolf         | 12 dicembre 1963  |
| 39 | Un brutto vizio                         | Habit Rabbit                 | 31 dicembre 1963  |
| 40 | Il cacciatore troppo buono              | Raggedy Rug                  | 2 gennaio 1964    |
| 41 | Il topo e l'elefante                    | Elephantastic                | 6 febbraio 1964   |
| 42 | Orsi innamorati                         | Bear Hug                     | 5 marzo 1964      |
| 43 | Che male fa la gelosia                  | Trouble Bruin                | 17 settembre 1964 |
| 44 | Lezioni di ginnastica                   | Bear Knuckles                | 15 ottobre 1964   |
| 45 | Il rodeo                                | Horse Shoo                   | 7 gennaio 1965    |
| 46 | La rivincita dei porcellini             | Pork Chop Phooey             | 18 marzo 1965     |
| 47 | Il corvo ladrone                        | Crow's Fete                  | 14 aprile 1965    |
| 48 | Gatti, topi e altre storie              | Big Mouse Take               | 17 giugno 1965    |

## Doppiaggio italiano
Il personaggio di Lupo de' Lupis veniva doppiato in italiano da:
- Paolo Panelli aveva doppiato il film del 1962 che era una raccolta di 12 episodi dal titolo "Le eroiche battaglie di Palmiro, lupo crumiro", questo doppiaggio ormai è reperibile solo in Super 8
- Antonio Guidi nella 1ª edizione (anni '60)
- Oreste Lionello nella 2ª edizione (anni '70)
- Roberto Del Giudice nella 3ª edizione (anni '80)

## Impatto culturale
A Lupo de' Lupis Francesco Baccini ha dedicato un brano musicale, contenuto nell'album Nomi e cognomi.